# Уманцівка
У́манцівка — село в Україні, у Полтавській міській громаді Полтавського району Полтавської області. Населення — 66 осіб. До 2020 року орган місцевого самоврядування — Пальчиківська сільська рада.

## Географія
Село Уманцівка примикає до села Гутирівка, за 0,5 км розміщене село Пальчиківка, за 1 км — село Витівка. Поруч пролягає залізниця, на якій розташована станція Уманцівка.

## Історія
12 червня 2020 року, відповідно до розпорядження Кабінету Міністрів України № 721-р «Про визначення адміністративних центрів та затвердження територій територіальних громад Полтавської області», село увійшло до складу Полтавської міської громади.
19 липня 2020 року, в результаті адміністративно - територіальної реформи та ліквідації Полтавського району (1925—2020), село увійшло до складу новоутвореного Полтавського району.